# Cubanops granpiedra
Cubanops granpiedra là một loài nhện trong họ Caponiidae.
Loài này thuộc chi Cubanops. Cubanops granpiedra được Sánchez-Ruiz, Platnick en Dupérré miêu tả năm 2010.

## Hình ảnh

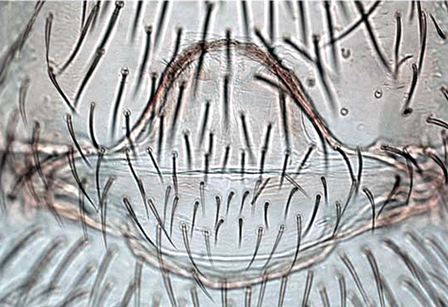